# Youngtown
Youngtown – miasto w Stanach Zjednoczonych, w stanie Arizona, w hrabstwie Coconino.